# Berhida
Berhida je město v Maďarsku na východě župy Veszprém, spadající pod okres Várpalota. Nachází se asi 15 km východně od Veszprému. V roce 2015 zde žilo 5 833 obyvatel. Podle údajů z roku 2011 zde žijí 85 % Maďaři, 9,9 % Romové, 2,3 % Němci a 0,2 % Rumuni.
V roce 1926 byla s Berhidou sloučena vesnice Kiskovácsi, v roce 1939 se stala součástí Berhidy vesnice Peremarton.
Městem protéká říčka Séd, která se později pod názvem Sárvíz-malomcsatorna vlévá do říčky Sárvíz, popř. Nádor-csatorna. Ta se vlévá do řeky Sió.
Nejbližšími městy jsou Balatonfűzfő, Balatonkenese, Várpalota a Veszprém, poblíže jsou též obce Küngös, Ősi, Papkeszi, Pétfürdő a Vilonya.